# Saint-Parres-lès-Vaudes
Saint-Parres-lès-Vaudes est une commune française, située dans le département de l'Aube en région Grand Est.

## Géographie
| Clérey             |                         | Villemoyenne |
| Vaudes             | Saint-parres-lès-Vaudes |              |
| Rumilly-lès-Vaudes |                         | Chappes      |

### Hydrographie
La commune est dans la région hydrographique « la Seine de sa source au confluent de l'Oise (exclu) » au sein du bassin Seine-Normandie. Elle est drainée par la Seine et un bras de la Seine,.
La Seine, un fleuve long de 775 km, coule dans le Bassin parisien et notamment dans le département de l’Aube en le traversant du sud-est au nord-ouest. Elle longe la commune sur son flanc est et en constitue une limite communale.

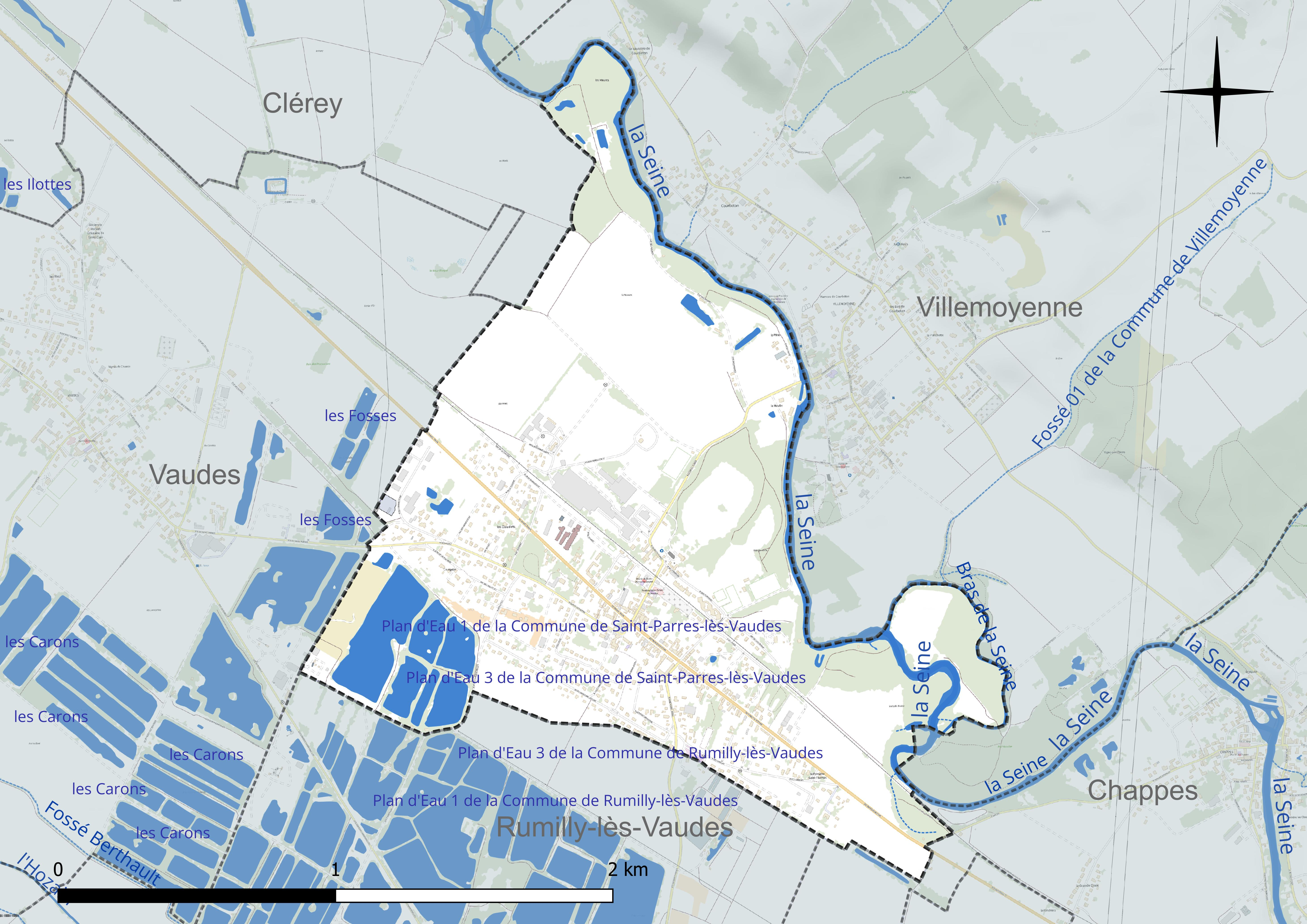
Réseau hydrographique de Saint-Parres-lès-Vaudes.

Deux plans d'eau complètent le réseau hydrographique : le plan d'eau 1 de la commune de Saint-Parres-lès-Vaudes (11,4 ha) et le plan d'eau 3 de la commune de Saint-Parres-lès-Vaudes (4,5 ha),.

### Climat
Pour des articles plus généraux, voir Climat du Grand Est et Climat de l'Aube.
En 2010, le climat de la commune est de type climat océanique dégradé des plaines du Centre et du Nord, selon une étude du Centre national de la recherche scientifique s'appuyant sur une série de données couvrant la période 1971-2000. En 2020, Météo-France publie une typologie des climats de la France métropolitaine dans laquelle la commune est exposée à un climat océanique altéré et est dans la région climatique  Lorraine, plateau de Langres, Morvan, caractérisée par un hiver rude (1,5 °C), des vents modérés et des brouillards fréquents en automne et hiver. 
Pour la période 1971-2000, la température annuelle moyenne est de 10,5 °C, avec une amplitude thermique annuelle de 15,6 °C. Le cumul annuel moyen de précipitations est de 741 mm, avec 12 jours de précipitations en janvier et 7,9 jours en juillet. Pour la période 1991-2020, la température moyenne annuelle observée sur la station météorologique de Météo-France la plus proche, « Mesnil-Saint-Père », sur la commune de Mesnil-Saint-Père à 13 km à vol d'oiseau, est de 11,4 °C et le cumul annuel moyen de précipitations est de 772,6 mm. 
La température maximale relevée sur cette station est de 41 °C, atteinte le 25 juillet 2019 ; la température minimale est de −20,5 °C, atteinte le 2 janvier 1997,,. 
Les paramètres climatiques de la commune ont été estimés pour le milieu du siècle (2041-2070) selon différents scénarios d'émission de gaz à effet de serre à partir des nouvelles projections climatiques de référence DRIAS-2020. Ils sont consultables sur un site dédié publié par Météo-France en novembre 2022.

## Urbanisme

### Typologie
Au 1er janvier 2024, Saint-Parres-lès-Vaudes est catégorisée bourg rural, selon la nouvelle grille communale de densité à 7 niveaux définie par l'Insee en 2022.
Elle est située hors unité urbaine. Par ailleurs la commune fait partie de l'aire d'attraction de Troyes, dont elle est une commune de la couronne,. Cette aire, qui regroupe 209 communes, est catégorisée dans les aires de 200 000 à moins de 700 000 habitants,.

### Occupation des sols
L'occupation des sols de la commune, telle qu'elle ressort de la base de données européenne d’occupation biophysique des sols Corine Land Cover (CLC), est marquée par l'importance des territoires agricoles (44,6 % en 2018), en diminution par rapport à 1990 (56,7 %). La répartition détaillée en 2018 est la suivante : 
zones urbanisées (39,3 %), terres arables (31,2 %), prairies (13 %), forêts (7,1 %), eaux continentales (6,6 %), mines, décharges et chantiers (2,4 %), zones agricoles hétérogènes (0,5 %). L'évolution de l’occupation des sols de la commune et de ses infrastructures peut être observée sur les différentes représentations cartographiques du territoire : la carte de Cassini (XVIIIe siècle), la carte d'état-major (1820-1866) et les cartes ou photos aériennes de l'IGN pour la période actuelle (1950 à aujourd'hui).

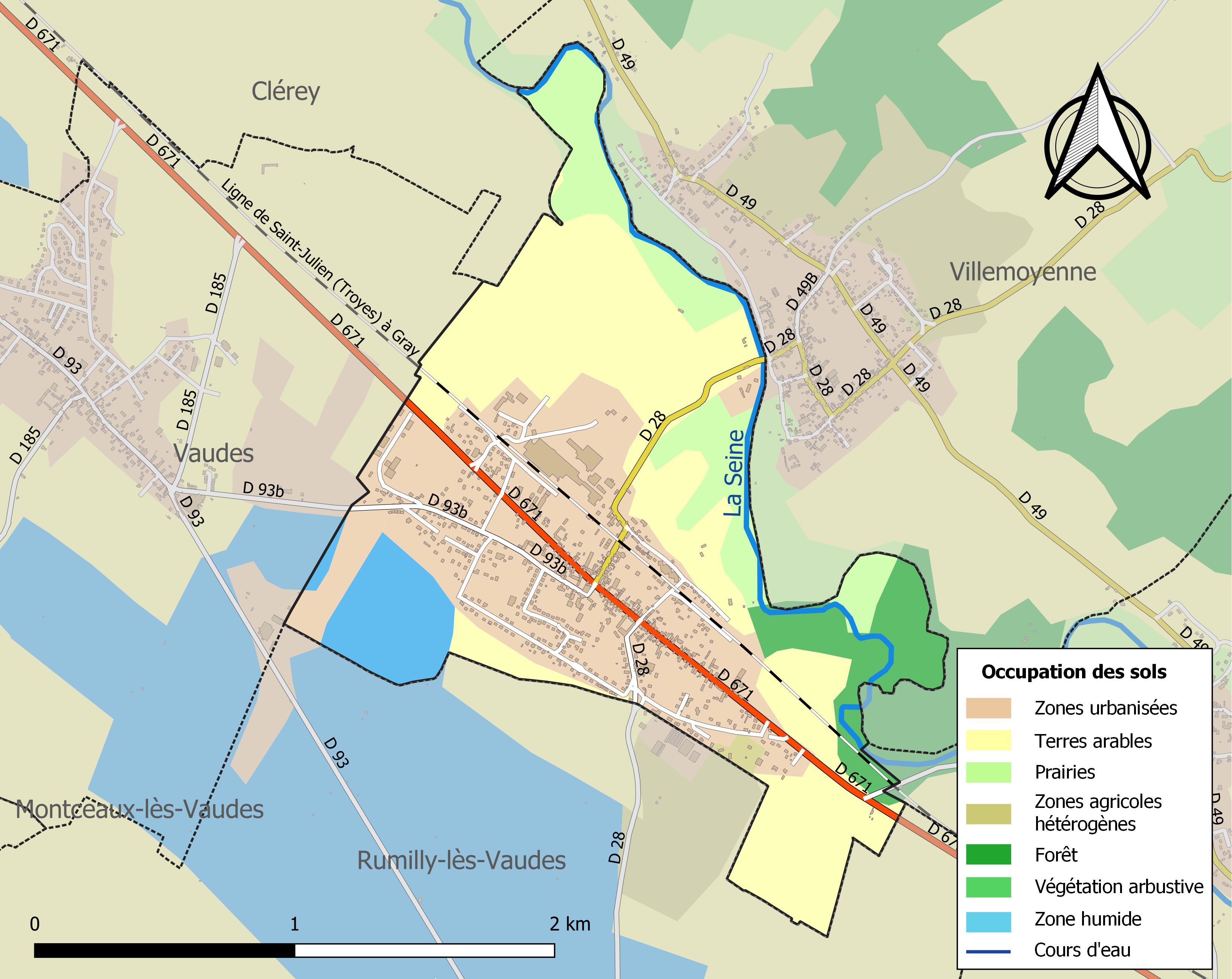
Carte des infrastructures et de l'occupation des sols de la commune en 2018 (CLC).

## Histoire

### Passé ferroviaire de la commune
|  |  |  |  |

De 1882 au 2 mars 1969, la commune de Saint-Parres-les-Vaudes a été traversée par la ligne de chemin de fer de Troyes à Gray, qui, venant du nord-ouest de la gare de Clérey, suivait la route de Troyes à Bar-sur-Seine, s'arrêtait à la gare de Saint-Parres et se dirigeait ensuite en ligne droite vers la gare de Fouchères-Vaux. 

Les bâtiments de la gare sont encore présents de nos jours, rue de la Gare.

L'horaire ci-dessus montre qu'en 1914, quatre trains s'arrêtaient chaque jour à la gare dans le sens Troyes-Gray et quatre autres dans l'autre sens.

A une époque où le chemin de fer était le moyen de déplacement le plus pratique, cette ligne connaissait un important trafic de passagers et de marchandises. 
	
À partir de 1950, avec l'amélioration des routes et le développement du transport automobile, le trafic ferroviaire a périclité et la ligne a été fermée le 2 mars 1969 au trafic voyageurs puis désaffectée.

## Politique et administration
| Période                                  | Période  | Identité                                             | Étiquette                            | Qualité |
| ---------------------------------------- | -------- | ---------------------------------------------------- | ------------------------------------ | --- |
| Les données manquantes sont à compléter. |          |                                                      |                                      | |
| mars 1995                                | En cours | Bernard de La Hamayde Réélu pour le mandat 2020-2026 | Mouvement libéral et modéré (DVD) LR | Notaire Conseiller départemental du canton de Bar-sur-Seine (depuis 1994) Vice-président du conseil général Suppléant de la députée Valérie Bazin-Malgras |

Bernard de La Hamayde a parrainé Philippe de Villiers dans le cadre de l'élection présidentielle de 1995.

## Démographie
L'évolution du nombre d'habitants est connue à travers les recensements de la population effectués dans la commune depuis 1793. Pour les communes de moins de 10 000 habitants, une enquête de recensement portant sur toute la population est réalisée tous les cinq ans, les populations de référence des années intermédiaires étant quant à elles estimées par interpolation ou extrapolation. Pour la commune, le premier recensement exhaustif entrant dans le cadre du nouveau dispositif a été réalisé en 2005.

En 2022, la commune comptait 1 079 habitants, en évolution de +6,83 % par rapport à 2016 (Aube : +0,7 %, France hors Mayotte : +2,11 %).
| 1793 | 1800 | 1806 | 1821 | 1831 | 1836 | 1841 | 1846 | 1851 |
| ---- | ---- | ---- | ---- | ---- | ---- | ---- | ---- | ---- |
| 249  | 272  | 297  | 292  | 367  | 375  | 392  | 439  | 453  |

| 1856 | 1861 | 1866 | 1872 | 1876 | 1881 | 1886 | 1891 | 1896 |
| ---- | ---- | ---- | ---- | ---- | ---- | ---- | ---- | ---- |
| 424  | 436  | 434  | 445  | 450  | 454  | 460  | 483  | 497  |

| 1901 | 1906 | 1911 | 1921 | 1926 | 1931 | 1936 | 1946 | 1954 |
| ---- | ---- | ---- | ---- | ---- | ---- | ---- | ---- | ---- |
| 493  | 445  | 414  | 398  | 430  | 494  | 548  | 595  | 602  |

| 1962 | 1968 | 1975 | 1982 | 1990 | 1999 | 2005 | 2006 | 2010  |
| ---- | ---- | ---- | ---- | ---- | ---- | ---- | ---- | ----- |
| 666  | 726  | 771  | 977  | 922  | 960  | 962  | 972  | 1 003 |

| 2015  | 2020  | 2022  | - | - | - | - | - | - |
| ----- | ----- | ----- | - | - | - | - | - | - |
| 1 012 | 1 062 | 1 079 | - | - | - | - | - | - |

## Lieux et monuments
- L'ancienne gare transformée en salle socio-culturelle et en bibliothèque voir un article de l'Est-Eclair.
- La ferme des Colonnes, mise en vedette par les cartes postales du début du XXe siècle.
- Église Saint-Parre de Saint-Parres-lès-Vaudes.
- Chapelle de la maison Saint-Joseph de Saint-Parres-lès-Vaudes.

## Personnalités liées à la commune

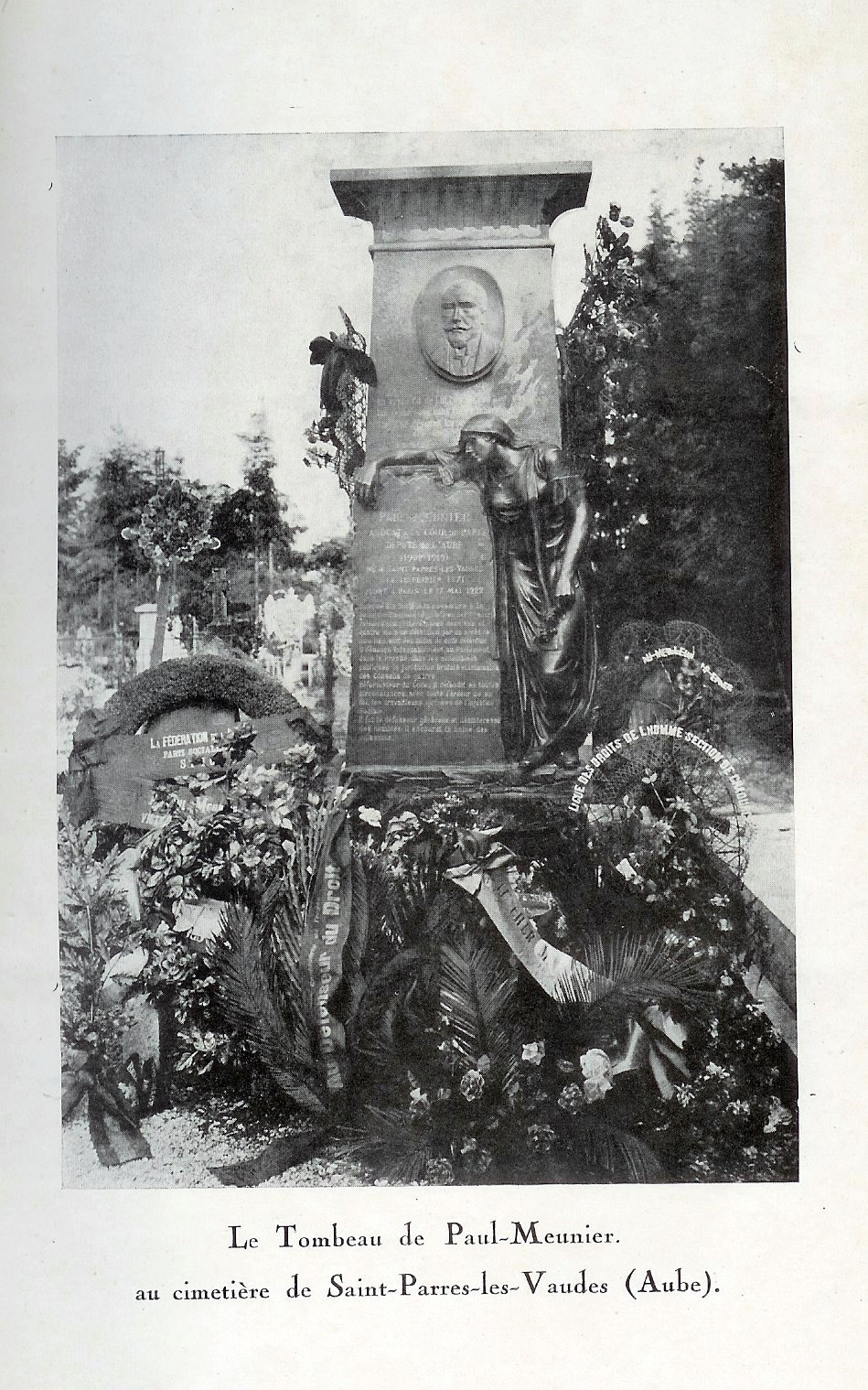
Monument funéraire de Paul Menier.

- Louis Rouvre, homme politique né le 15 décembre 1802 à Saint-Parres-lès-Vaudes (Aube) et décédé le 11 mars 1881 à Paris.
- Paul Meunier, homme politique.
- Georges de Nantes (1924-2010), prêtre religieux traditionaliste.

## Héraldique
|  | Les armes de la ville se blasonnent ainsi : Écartelé : au 1er et au 4e d’azur à la bande d’argent accostée de deux cotices potencées et contre-potencées d’or, au 2e de sinople aux deux poissons adossés d’argent, au 3e d’argent aux quatre fasces ondées de sinople, sur le tout d’argent à l’épi de blé soudé d’or. |